# Bekwai

Bekwai är en ort i södra Ghana. Den är huvudort för distriktet Bekwai, och folkmängden uppgick till 20 747 invånare vid folkräkningen 2010.